# Champdor-Corcelles
Champdor-Corcelles es una comuna francesa situada en el departamento de Ain, de la región de Auvernia-Ródano-Alpes.

## Historia
Fue creada el 1 de enero de 2016, en aplicación de una resolución del prefecto de Ain de 27 de noviembre de 2015 con la unión de las comunas de Champdor y Corcelles, pasando a estar el ayuntamiento en la antigua comuna de Champdor.

## Demografía
| Gráfica de evolución demográfica de Champdor-Corcelles entre 1800 y 2013 |
|                                                                          |

Los datos entre 1800 y 2013 son el resultado de sumar los parciales de las dos comunas que forman la nueva comuna de Champdor-Corcelles, cuyos datos se han cogido de 1800 a 1999, para las comunas de Champdor y Corcelles de la página francesa EHESS/Cassini. Los demás datos se han cogido de la página del INSEE.

## Composición
| Comuna delegada | Código INSEE | Población (2013) | Superficie (km²) | Densidad (hab./km²) |
| --------------- | ------------ | ---------------- | ---------------- | ------------------- |
| Champdor        | 01080        | 452              | 17.37            | 26                  |
| Corcelles       | 01119        | 227              | 14.16            | 16                  |